# Gerd Widestedt
Gerd Gudrun Widestedt-Ericsson, född  30 december 1920 i Stockholm, död 8 juli 1999 i Solna, var en svensk skådespelare.
Hon var dotter till skådespelarna Ragnar Widestedt och Gudrun Folmer Hansen. Widestedt är begravd på Solna kyrkogård.

## Filmografi i urval
- 1955 – Kvinnodröm
- 1963 – Det är hos mig han har varit
- 1963 – Den gula bilen
- 1967 – Mördaren – en helt vanlig person